# Gradur

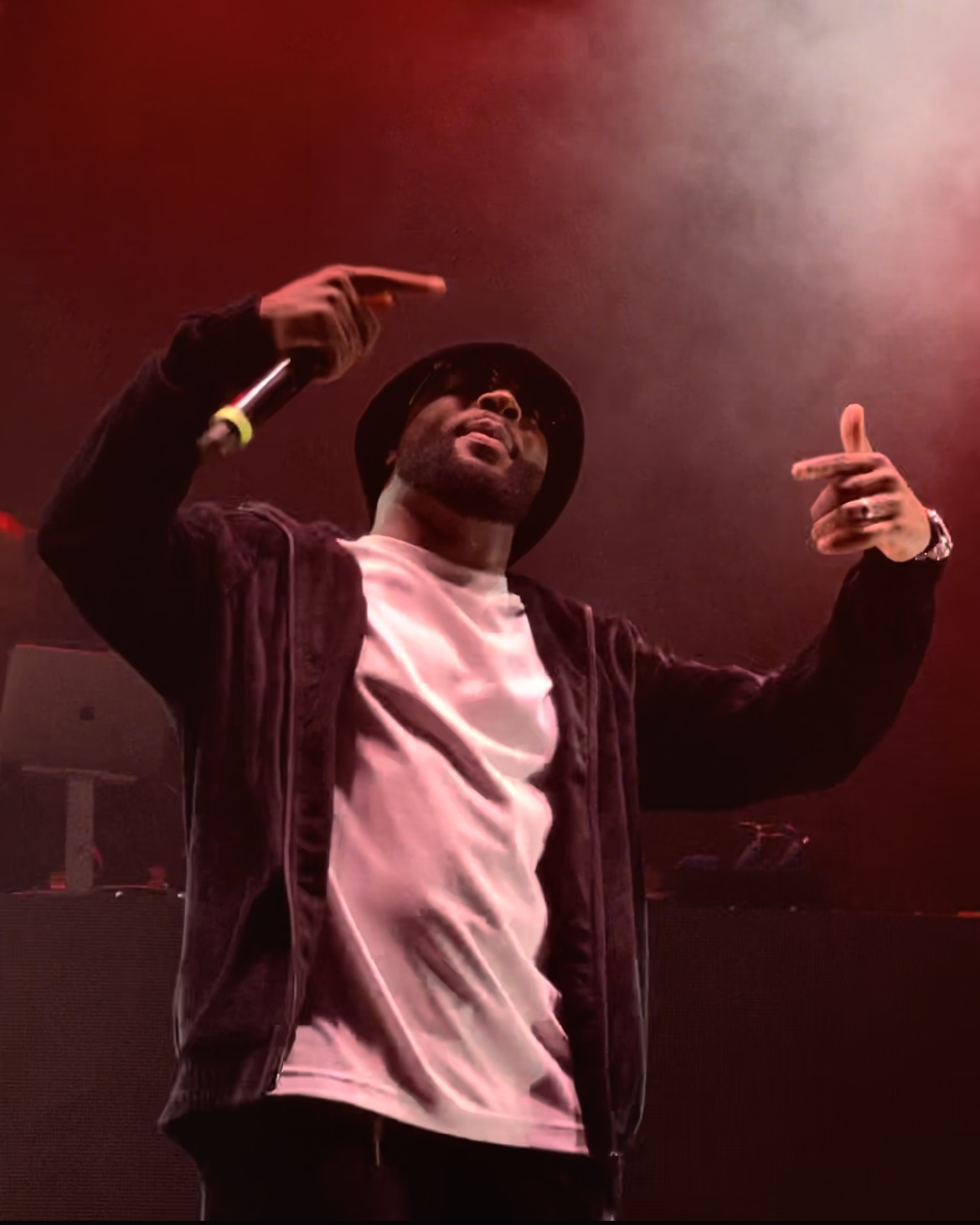
Gradur (2023)

Gradur (* 28. November 1990 in Roubaix, Nord; bürgerlich Wanani Gradi Mariadi) ist ein französischer Rapper.

## Leben und Karriere
Mariadi besitzt kongolesische Wurzeln und wuchs in der Region Nord-Pas-de-Calais auf. Im Jahre 2009 schloss er seine schulische Laufbahn mit dem BAC pro vente ab. Zwei Jahre später beschloss er, der französischen Armee beizutreten. Seine musikalische Karriere begann er 2014, als er eine Serie von Freestyles namens Sheguey veröffentlichte. Noch im selben Jahr trat er nach drei Jahren wieder aus der Armee aus. Im Oktober 2014 erschien sein erstes Mixtape ShegueyVara, auf welchem seine bisherigen Freestyles enthalten waren. Im Verlauf der nächsten Monate erschienen die Lieder Terrasser und Jamais und erfreuten sich großer Beliebtheit. Kurz nach der Veröffentlichung von Terrasser unterschrieb er einen Plattenvertrag bei Universal. Sein Debütalbum L’homme au bob erschien am 23. Februar 2015 und enthielt Kollaborationen mit Künstlern wie Chief Keef oder Migos. Das Album nahm der Rapper im Sommer 2014 während eines Besuchs in Chicago auf. Es erreichte auf Anhieb Platz eins der französischen Albumcharts. Im November 2015 veröffentlichte Gradur die Fortsetzung seines ersten Mixtapes, Sheguey Vara 2. Auch auf diesem Projekt befanden sich zahlreiche Gastbeiträge französischer Künstler, darunter Jul, Nekfeu, Soprano oder Black M. Nachdem er im November 2016 über eine Million Abonnenten auf der Plattform Instagram erzielt hatte, veröffentlichte er sein zweites Album Where is l’album de Gradur. Wie seine Vorgänger erreichte auch dieses Projekt innerhalb kurzer Zeit eine Goldene Schallplatte. Im Oktober 2019 kehrte der Rapper mit dem Album Zone 59 zurück und erlangte mit der dritten Singleauskopplung Ne reviens pas, eine Zusammenarbeit mit Heuss L’Enfoiré, seinen ersten Nummer-eins-Hit in den französischen Singlecharts.

## Diskografie
Studioalben

| Jahr | Titel Musiklabel                                                     | Höchstplatzierung, Gesamtwochen, AuszeichnungChartplatzierungen (Jahr, Titel, Musiklabel, Platzierungen, Wochen, Auszeichnungen, Anmerkungen) | Höchstplatzierung, Gesamtwochen, AuszeichnungChartplatzierungen (Jahr, Titel, Musiklabel, Platzierungen, Wochen, Auszeichnungen, Anmerkungen) | Höchstplatzierung, Gesamtwochen, AuszeichnungChartplatzierungen (Jahr, Titel, Musiklabel, Platzierungen, Wochen, Auszeichnungen, Anmerkungen) | Anmerkungen                                                 |
| Jahr | Titel Musiklabel                                                     | FR | BEW | CH | Anmerkungen                                                 |
| ---- | -------------------------------------------------------------------- | --- | --- | --- | ----------------------------------------------------------- |
| 2015 | L’homme au bob Millénium Barclay (UMG)                               | FR1 Gold · (33 Wo.)FR | BEW2 (49 Wo.)BEW | CH12 (3 Wo.)CH | Erstveröffentlichung: 23. Februar 2015 Verkäufe: + 50.000   |
| 2016 | Where Is l’album de Gradur Capitol Records / Millénium Barclay (UMG) | FR6 Platin · (45 Wo.)FR | BEW18 (15 Wo.)BEW | CH27 (1 Wo.)CH | Erstveröffentlichung: 25. November 2016 Verkäufe: + 100.000 |
| 2019 | Zone 59 Capitol Records / Millénium Barclay (UMG)                    | FR5 Platin · (52 Wo.)FR | BEW20 (33 Wo.)BEW | CH35 (2 Wo.)CH | Erstveröffentlichung: 29. November 2019 Verkäufe: + 100.000 |